# Albourne
Albourne est un village et paroisse civile dans le district de Mid Sussex du Sussex de l'Ouest, en Angleterre. Il se trouve à environ 5 kilomètres à l'est de Henfield.

## Toponymie
Albourne est un nom d'origine vieil-anglaise. Il fait référence à un ruisseau (burna) près duquel poussent des aulnes (alor). Il est attesté pour la première fois en 1177 sous la forme Aleburn.

## Culture locale et patrimoine
James Starley, inventeur anglais et père de l'industrie britannique du vélo, est né à Albourne.